# Stanisław Mucha (Fotograf)

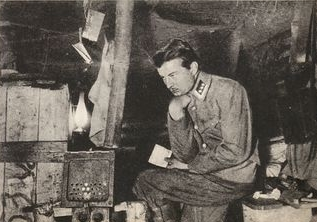
Stanisław Mucha als Soldat im Ersten Weltkrieg

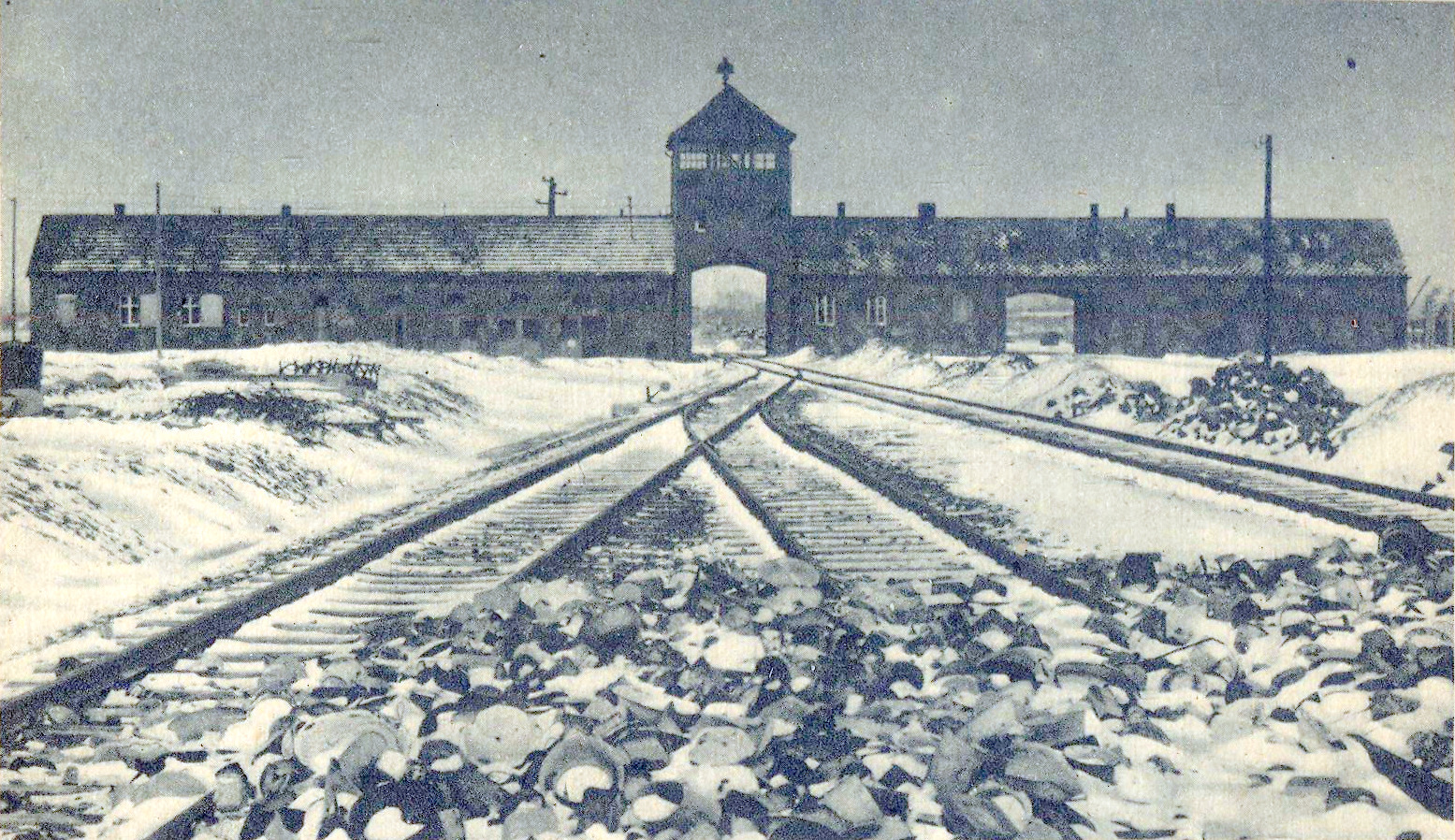
Auschwitz-Birkenau (Februar/März 1945)

Stanisław Mucha (geboren 1. Mai 1895 in Olszówka, Bezirk Limanowa, Österreich-Ungarn; gestorben 2. Juni 1976 in Krakau) war ein polnischer Fotograf.

## Leben
Stanisław Mucha wurde im Ersten Weltkrieg Soldat in der Polnischen Legion und wirkte als Regimentsfotograf. Mucha war auch Soldat im Polnisch-Sowjetischen Krieg 1921. Ab dem Jahr 1922 arbeitete er als Fotograf für die Krakauer Nowości Ilustrowane und war ständiger Korrespondent für eine Reihe nationaler und internationaler Zeitungen. Ab 1928 hatte er in Krakau ein eigenes Atelier. Mucha machte Stadt- und Architekturfotografien für Adolf Szyszko-Bohusz sowie auch Kunstaufnahmen.
Nach der Befreiung des Konzentrationslagers Auschwitz 1945 durch die Rote Armee erhielt er von einer sowjetischen Untersuchungskommission den Auftrag, das Konzentrationslager Auschwitz zu dokumentieren, es entstanden 100 Aufnahmen. Ein Album mit 38 Fotos und einer Einleitung übergab Mucha später an das Auschwitz-Museum. Weitere Fotos aus der Serie befinden sich heute im Instytut Pamięci Narodowej (IPN) in Warschau. Besondere Bekanntheit erlangte sein Foto vom Torhaus des Lagers, das zu einem Symbol für Auschwitz und den Holocaust wurde.
1946 kam die ehemalige Widerstandskämpferin Teresa Lasocka-Estreicher zu ihm mit dem Negativfilm mit den vier Aufnahmen, die Alberto Errera, der Häftling im Sonderkommando gewesen war, 1944 heimlich von der Leichenverbrennung und von dem Weg in die Gaskammer aufgenommen hatte. Mucha erstellte Abzüge und retuschierte die aus schrägem Winkel aufgenommenen und verwackelten Fotos in der Absicht, das Geschehen deutlicher zu machen.

## Werke (Auswahl)
- Stanisław Mucha, Stanisław Kolowca, Franciszek Tadeusz Myszkowski: Oświęcim-Brzezinka KL Auschwitz-Birkenau. Krakau, 1948[3]
- Ewa Piotrowska: Stanisław Mucha. Fotograf-dokumentalista i miłośnik Krakowa. Muzeum Historii Fotografii im. Walerego Rzewuskiego, Krakau 2007, ISBN 978-83-89177-36-0.